# 1142

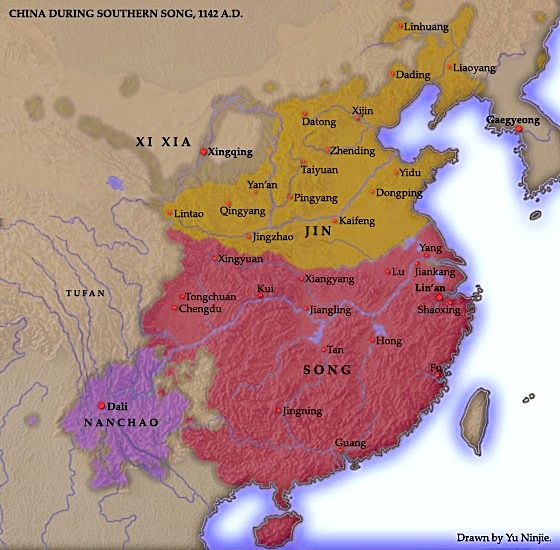
China na de verdeling van 1141/1142

Het jaar 1142 is het 42e jaar in de 12e eeuw volgens de christelijke jaartelling.

## Gebeurtenissen
- Het Verdrag van Shaoxing, waarin China wordt verdeeld in een noordelijk (Jin-dynastie) en een zuidelijk (Song) deel, wordt geratificeerd.
- De Hospitaalridders worden toegelaten in het graafschap Tripoli en krijgen het kasteel Krak des Chevaliers in ruil voor het bewaken van de grenzen van de staat.
- Øystein II, zoon van Harald IV en halfbroer van de regerende Noorse koningen Sigurd II en Inge I, komt uit Schotland in Noorwegen aan. Hij wordt erkend, en wordt medekoning naast zijn halfbroers.
- Johannes II Komnenos eist opnieuw Antiochië op en verwoest de omgeving van de stad.
- De burcht Kerak in Oultrejordain wordt gebouwd.
- Mellifont Abbey wordt gesticht, de eerste cisterciënzer abdij in Ierland.
- Voor het eerst genoemd: Haacht, Köttmannsdorf, Teralfene (jaartal bij benadering)

## Opvolging
- Almoraviden - Ali ibn Yusuf opgevolgd door Tashfin ibn Ali
- Annandale - Robert I de Brus opgevolgd door zijn zoon Robert II de Brus (jaartal bij benadering)
- Galilea - Willem I van Bures opgevolgd door zijn neef Elinard van Bures
- Guînes - Beatrix van Bourbourg opgevolgd door Arnold van Gent
- Gulik - Gerard VI opgevolgd door zijn zoon Willem I
- Japan - Sutoku opgevolgd door zijn halfbroer Konoe
- Neder-Lotharingen en Brabant - Godfried II opgevolgd door zijn zoon Godfried III onder regentschap van diens moeder Lutgardis van Sulzbach
- Palts - Herman van Stahleck in opvolging van Hendrik Jasomirgott
- Saksen - Albrecht de Beer opgevolgd door Hendrik de Leeuw
- Zollern - Frederik II opgevolgd door zijn zoon Frederik III (jaartal bij benadering)

## Geboren
- Sönam Tsemo, Tibetaans boeddhistische leraar
- Filips van de Elzas, graaf van Vlaanderen (jaartal bij benadering)
- Frederik, hertog van Bohemen (jaartal bij benadering)
- Robert II, graaf van Meulan en heer van Elbeuf (jaartal bij benadering)

## Overleden
- 16 januari - Eilika van Saksen (~60), echtgenote van Otto van Ballenstedt
- 27 januari - Yue Fei (38), Chinees generaal (geëxecuteerd)
- 21 april - Petrus Abaelardus (~62), Frans theoloog en filosoof
- 13 juni - Godfried II, landgraaf van Brabant en hertog van Neder-Lotharingen
- 25 juni - Willem van Vercelli (~56), Italiaans kluizenaar en kloosterstichter
- Ali ibn Yusuf (~58), emir van de Almoraviden (1106-1142)
- Beatrix van Bourbourg, gravin van Guînes
- Robert de Brus, heer van Annandale
- Clementia van Poitiers, Frans edelvrouw
- Gerard VI, graaf van Gulik
- Willem I van Bures, prins van Galilea
- Frederik II, graaf van Zollern (jaartal bij benadering)